# Diga di Casteldoria
La diga di Casteldoria è uno sbarramento artificiale situato alle falde del monte Ruiu, sul confine dei comuni di Bortigiadas e di Santa Maria Coghinas tra la città metropolitana di Sassari e la provincia della Gallura Nord-Est Sardegna.
Eseguita su progetto redatto dall'ingegnere Umberto Messina, l'opera è stata realizzata tra il 1949 e il 1963.
Lo sbarramento è una diga in calcestruzzo a gravità ordinaria che interrompendo il corso del fiume Coghinas dà origine al lago di Casteldoria; con un'altezza di 26 metri e sviluppa un coronamento di 97 metri. Il bacino generato ha volume calcolato in 8,03 milioni di m³.
La diga è dotata di un impianto idroelettrico che produce una quantità di energia elettrica pari a 11,863 GWh all'anno.

## Altri progetti

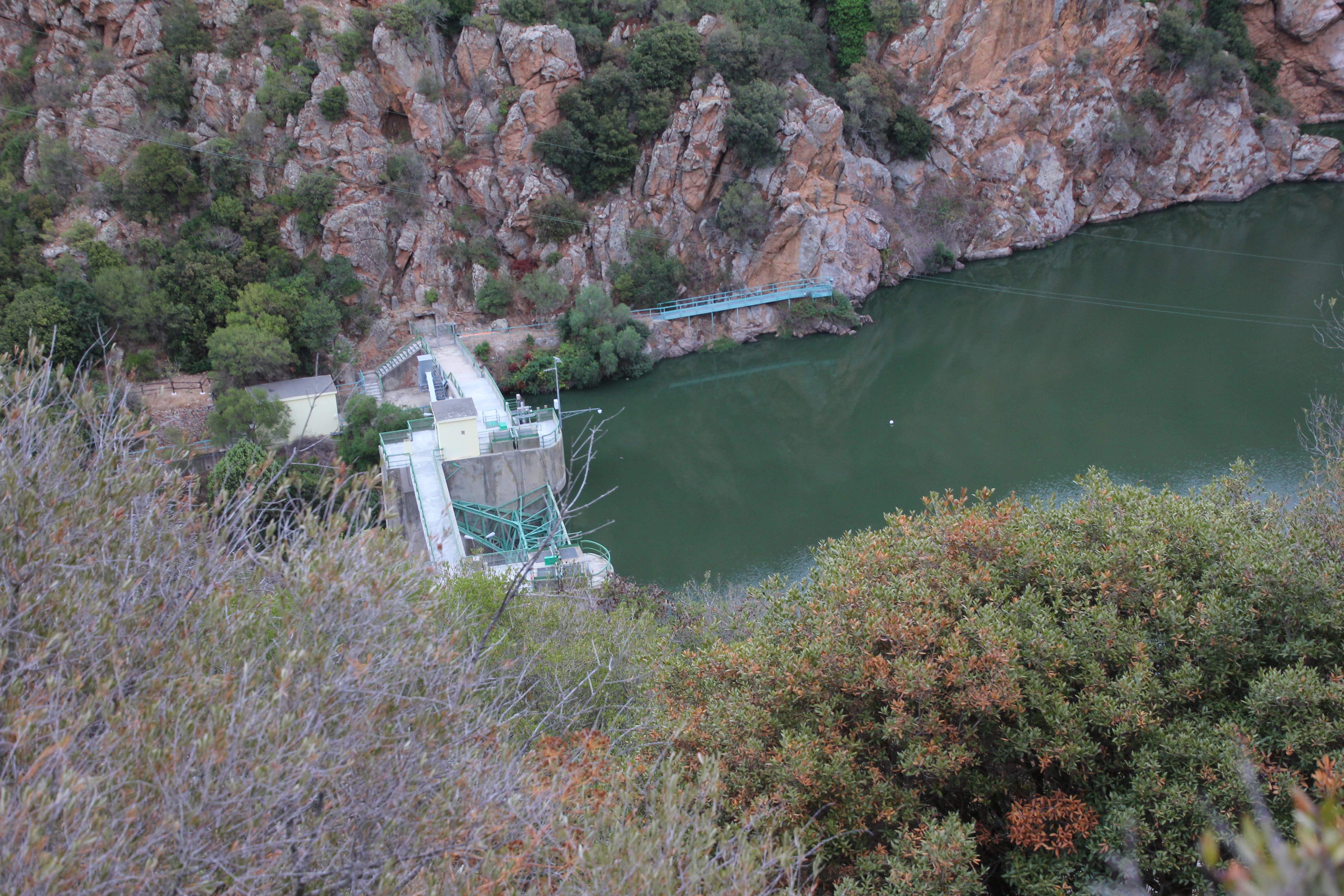